# Cap Anson
Cap Anson, właśc. Adrian Constantine Anson (ur. 17 kwietnia 1852 w Marshalltown, zm. 14 kwietnia 1922 w Chicago) – amerykański baseballista, członek National Baseball Hall of Fame.
Cap Anson urodził się 17 kwietnia 1852 w Marshalltown w stanie Iowa. W wieku 19 lat zaczął grać jako profesjonalista w National Association of Professional Base Ball Players. Jest uważany za jednego z najlepszych zawodników swojej epoki. Był zawodnikiem Rockford Forest Citys (1871), Philadelphia Athletics (1872–1875) i Chicago White Stockings/Colts (1876–1897).
Za sprawą Ansona w lidze baseballowej doszło do wprowadzenia nieformalnej segregacji rasowej. W 1883 roku Anson odmówił występu w meczu przeciw Toledo Blue Stockings z powodu obecności w składzie czarnoskórego Mosesa F. Walkera. Ostatecznie Anson ugiął się pod groźbą utraty honorarium, ale powtarzał protesty przeciw występowaniu razem z czarnoskórymi aż do zawarcia przez menadżerów klubów tworzących Major League Baseball nieformalnej umowy o wykluczeniu czarnoskórych z gry. Dyskryminujące zasady przetrwały do 1947 roku, gdy zatrudniono w Brooklyn Dodgers Jackiego Robinsona.
W swojej karierze zaliczył 3435 uderzeń, 97 home runów i 2075 RBI. Po zakończeniu kariery był menadżerem klubów.
Zmarł 14 kwietnia 1922 w Chicago i został pochowany na Oak Woods Cemetery w Chicago.
W 1939 roku wprowadzony do Baseball Hall of Fame.